# Ludvig Fahlström (1655–1721)
Ludvig Fahlström, född 1655 i Falun, död 19 mars 1721, var en svensk friherre, generalmajor, ämbetsman och landshövding. Han var gift med Juliana Lagerstierna och hade sonen Ludvig Fahlström som bland annat införskaffade Ems herrgård.

## Biografi
Ludvig Fahlströms började som kanslist vid skånska fältkansliet 1678 under skånska kriget. Han blev 1682 generalauditör och fortsatte vidare 1697 som krigsråd. 1685 adlades han och blev 1714 friherre. Han var landshövding i Västmanlands län mellan 1710 och 1714, då han tillträdde som ombudsråd, den högste ombudsmannen inom ämbetsverket, vid Karl XII:s kammarexpedition, vilken kan sägas motsvara nuvarande finansdepartementet och tjänsten han hade kan närmast liknas vid finansminister. 1721, strax innan sin död, utnämndes Ludvig Fahlström till president över Wismarska tribunalet. 
Ludvig Fahlström donerade 1714 en ansenlig mängd böcker till Västmanlands-Dala nation. Dessa böcker anses ha utgjort grunden till nationens bibliotek, som i dag innehåller cirka 90 000 volymer och berömmer sig för att vara ett av Sveriges större privata bibliotek och Uppsalas största nationsbibliotek.